# Дејвид Тримбл
 Вилијам Дејвид Тримбл, барон Тримбл, PC (Белфаст, 15. октобар 1944 – 25. јул 2022) био је британски политичар. Тримбл је био први први министар Северне Ирске од 1998. до 2002. и вођа Алстерске унионистичке партије (УУП) од 1995. до 2005. године. Такође је био члан парламента (МП) Горњег Бана од 1990. до 2005. и члан законодавне скупштине (МЛА) Горњег Бана од 1998. до 2007. године.
Тримбл је започео своју каријеру као предавач права на Краљичином универзитету у Белфасту 1970-их, током којег је почео да се укључује у паравојну прогресивну унионистичку партију Вангард (ВПУП). Изабран је за члана Уставне конвенције Северне Ирске 1975. године, а придружио се УУП-у 1978. након што се ВПУП распао.
Остајући на Квинс универзитету, наставио је своју академску каријеру све док није изабран за посланика Горњег Бана 1990. године. Године 1995. неочекивано је изабран за лидера УУП-а. Био је кључан у преговорима који су довели до Споразума на Велики петак 1998. и (заједно са Џоном Хјумом) је те године добио Нобелову награду за мир за своје напоре. Касније је изабран да постане први први министар Северне Ирске, иако је његов мандат био турбулентан и често прекидан несугласицама око распореда разградње Привремене Ирске револуционарне армије.
Тримбл је дао оставку на чело УУП-а убрзо након што је поражен на општим изборима 2005. године. У јуну 2006. прихватио је доживотну титулу и позицију у Дому лордова, узевши титулу барона Тримблеа из Лиснагарвија у округу Антрим. Није се поново кандидовао за парламент, која се коначно поново састала 2007. године, већ је напустио УУП и придружио се Конзервативној странци.

## Младост и образовање
Тримбл је рођен у Белфасту 15. октобра 1944. Био је син Вилијама и Ајви Тримбле, презбитеријанаца ниже средње класе који су живели у Бангору, округ Даун. Похађао је гимназију Бангор од 1956. до 1963.). Затим је студирао на Квинс универзитету у Белфасту (КУБ) од 1964. до 1968. где је награђен Мекејн медаљом за јуриспруденцију. Добио је диплому прве класе (прву у Куеен'с-у за три године), постајући дипломирани правник (ЛЛ. Б).

## Рана каријера

### Академска каријера
Тримбл се квалификовао за адвоката 1969. Почео је те године као предавач на Куеен'с универзитету у Белфасту, а потом је постао помоћник декана правног факултета од 1973. до 1975. године, виши предавач 1977. и шеф катедре за привредно и имовинско право од 1981. до 1989. Дао је оставку на универзитет 1990. када је изабран за посланика.
Године 1983, док је седео у својој канцеларији на универзитету, чуо је пуцње за које се испоставило да су убице Едгара Грахама из ИРА-е, пријатеља и колеге професора права. Од њега је затражено да идентификује тело. Краљевска полиција у Алстеру му је 1994. рекла да је био мета атентата.

### Политичка каријера
Тримбл се укључио у десничарску Вангард Унионистичку прогресивну партију (позната као Вангард) раних 1970-их. Он се безуспешно кандидовао за странку на изборима за Скупштину 1973. године за Норт Довн, који је био последњи. Године 1974. био је правни саветник Радничког савета Улстера током успешног штрајка УВЦ -а против Санингдејлског споразума.
Тримбл је 1975. године изабран на Уставну конвенцију Северне Ирске као члан Вангарде за југ Белфаста, а неко време је био и заједнички заменик лидера странке, заједно са Гленом Баром из Удружења одбране Улстера. Странку је основао Бил Крејг да би се супротставио подели власти са ирским националистима и да спречи ближе везе са Републиком Ирском; међутим Тримбл је био један од оних који су подржали Крега када се странка поделила због Креговог предлога да се дозволи добровољна подела власти са СДЛП-ом.
Тримбл се придружио главној Алстерској Унионистичкој партији (УУП) 1978. након што се Вангард распао, и изабран је за једног од четири партијска секретара. Од 1983. до 1985. био је потпредседник Унионистичког удружења Лаган Валлеи, а 1985. је именован за председника Био је председник Правног одбора УУП-а од 1989. до 1995. и као почасни секретар Унионистичког савета Улстера 1990–96.
Тримбл је изабран у парламент са 58% гласова на допунским изборима у Апер Бану 1990. године. Он је био један од ретких британских политичара који су позивали на подршку влади Босне и Херцеговине током грађанског рата 1990-их.

## Лидер Улстер унионистичке партије
Дана 8. септембра 1995. Тримбл је неочекивано победио на изборима за вођу УУП-а, победивши првог кандидата Џона Тејлора и још три кандидата.
Тримблов избор за вођу уследио је након његове улоге у сукобу у Друмкрију, у којем је 1995. водио контроверзни протестантски марш Наранџастог реда, усред протеста националиста, низ претежно католички националистички пут Гарваги у Портадауну, округ Арма. Тримбл и лидер Демократске унионистичке партије (ДУП) Ијан Пејслеи ходали су руку под руку док је марш, забрањен од 1997. године, настављао низ пут. Многи ирски католици су то сматрали неосетљивим, док су многи протестанти сматрали да је то знак да их Тримбл брани.
Убрзо након избора, Тримбл је постао први вођа УУП-а у 30 година (од Теренса О’Нила) који се састао са Тишохом у Даблину. Године 1997. постао је први унионистички лидер од поделе Ирске 1921. који је пристао да преговара са Шин Фејном.
У наредним свепартијским преговорима, Тримбл је предводио делегацију УУП-а и седео је за столом са Шин Фејном, иако током осам месеци преговора никада није разговарао директно са њиховим вођом, Џеријем Адамсом. Тримбл се у почетку противио именовању бившег америчког сенатора Џорџа Мичела за председавајућег свестраначким преговорима, али га је на крају прихватио. Преговори су били успешни, а кулминисали су Споразумом на Велики петак од 10. априла 1998, који је резултирао поделом власти са националистима. Тримбл је касније виђен као кључан у усмеравању његове странке да прихвати споразум. Дана 22. маја 1998. бирачи у Сјеверној Ирској су одобрили споразум, са 71 посто за.
Тримбл је именован у Државни савет Уједињеног Краљевства на новогодишњим почастима 1998. године.

## Први министар Северне Ирске
Тримбл је 25. јуна 1998. изабран за члана Скупштине Северне Ирске за Горњи Бан. За првог министра Северне Ирске изабран је 1. јула 1998.
Аргументи око обима разградње Привремене Ирске републиканске армије довели су до поновљених поремећаја током Тримблеовог мандата као првог министра.
Године 1998. Тони Блер је најавио нову судску истрагу, Крваву недељу, о убиству 13 ненаоружаних учесника марша за грађанска права у Дерију 1972. године. Претходна истрага, Видгери Трибунал, о истом догађају је дискредитована. Током дебате у Доњем дому, Тримбл је био један од неколико појединаца који су изразили неслагања. Рекао је: „Жао ми је што морам да кажем премијеру да мислим да је нада коју је изразио часни члан Фојла [да ће ово бити део процеса лечења вероватно погрешна. Овакво отварање старих рана ће вероватно донети више штете него користи. Основне чињенице ситуације су познате и нису спорне.“ Извјештавајући 2010. године, Савилова истрага је потврдила да је свих 13 убистава и 13 рањавања било неоправдано.

## Титула
На општим изборима 2005. године, Тримбл је у Горњем Бану поражен од стране Дејвида Симпсона из ДУП-а у својој кандидатури за реизбор у парламент у Вестминстеру. Алстерска унионистичка партија задржала је само једно место у парламенту (од 18 у Северној Ирској) након општих избора 2005. и Тримбл је поднео оставку на руководећем месту странке 7. маја 2005.
ДАтума 11. априла 2006. најављено је да ће Тримбл заузети место у Дому лордова. Дана 21. маја 2006. објављено је да је изабрао географску ознаку Лиснагарвеи, оригинално име за његов усвојени родни град Лисбурн. Након тога, 2. јуна 2006. именован је за Барона Тримблеа из Лиснагарвија у округу Антрим. Осам месеци касније, он је потврдио да ће се повући из Скупштине Северне Ирске на следећим изборима.
Тримбл је 17. априла 2007. објавио да је одлучио да се придружи Конзервативној странци како би имао већи утицај у политици у Уједињеном Краљевству. Истовремено је, међутим, изјавио да не намерава да води кампању против Улстер унионистичке партије, и предложио је идеју о будућем савезу између конзервативаца и алстерских униониста, сличан оном који је постојао пре 1974. и распада. Санингдејлског споразума. Ова идеја је постала стварност формирањем изборног савеза Улстерских конзервативаца и униониста крајем 2008. Објављено је да би, ако конзервативци победе на општим изборима 2010, Тримбле добио „значајну“ министарску улогу, вероватно у кабинету. На крају, међутим, Тримблу није понуђена било каква позиција у влади након формирања владе коалиције конзервативаца и либералних демократа.
У мају 2010. Тримбл се придружио Иницијативи пријатеља Израела, међународном нејеврејском пројекту који подржава право Израела на постојање. Иницијатива коју је покренуо бивши премијер Шпаније Хосе Марија Азнар укључила је и бившег амбасадора Сједињених Држава при Уједињеним нацијама Џона Р. Болтона, британског историчара Ендруа Робертса и бившег председника Перуа Алехандра Толеда. Тримбл и Азнар су 29. јануара 2013. заједно написали чланак у Тајмсу у којем су осудили Хезболах и позвали европске владе да га наведу као терористичку организацију.
Тримбл је 2016. подржао страну за излазак на референдуму у Великој Британији о чланству у ЕУ. Рекао је да га је, ако је икада имао сумње у вези са овим питањем, „његових осам година у изабраним комисијама ЕУ у Дому лордова – који истражују операције ЕУ – уверило да је потребно прекинути везе са Бриселом”. Он је цитирао студију која је показала да је привредни раст у Великој Британији смањен након одлуке да уђе на заједничко тржиште, а додатно смањен када је Велика Британија ушла на јединствено тржиште.

### Истражна комисија Туркел
Тримбл је 14. јуна 2010. именован за посматрача у израелској специјалној независној јавној Туркел истражној комисији за напад флотиле Газе.
Комисија је истражила да ли су акције Израела у спречавању доласка бродова у Газу биле у складу са међународним правом. Она се, између осталог, фокусирала на безбедносна разматрања за наметање поморске блокаде појаса Газе и усклађеност поморске блокаде са постулатима међународног права; усклађеност радњи током рације са принципима међународног права; и акције које су предузели они који су организовали и учествовали у флотили и њихов идентитет.
У комисији су били бивши судија Врховног суда Израела, Јацоб Туркел, и бивши председник Универзитета Технион, Амос Хорев, као и још два члана придружена у јулу 2010. (професор међународног права на Универзитету Бар Илан Шабтаи Розене је такође служио у комисији од њеног оснивања до своје смрти 21. септембра 2010). Поред тога, комисија је имала два страна посматрача, Тримбла и бившег шефа правосуђа канадске војске, судију генералног адвоката Кена Воткина, који су учествовали у саслушањима и дискусијама, али нису гласали о коначним закључцима. Веће је у јануару 2011. закључило и израелску поморску блокаду Газе и пресретање флотиле „за које је утврђено да су правно у складу са правилима међународног права“.

## Лични живот
Тримбл се оженио својом првом женом, Хедер Мекомб, 1968. Нису имали деце, пошто су имали мртворођене синове близанце. Године 1976. пар се развео. Две године касније оженио је своју бившу ученицу, Дафне Елизабет (рођену Ор). Имали су два сина и две ћерке (Ричард, Викторија, Николас и Сара). Лејди Тримбл је била члан Комисије за равноправност за Северну Ирску, а касније и Комисије за људска права Северне Ирске, пре него што је неуспешно кандидовала на парламентарним изборима у Великој Британији маја 2010. за конзервативце и унионисте.
Његов син Николас је био активан у Алстерској унионистичкој партији и служио је у градском већу Лисбурна и Каслерија у време очеве смрти. Николас Тримбл је кооптиран 2016. да замени Александра Редпата на месту саветника који представља Дауншир Вест у Градском већу Лисбурна и Каслерија.
Тримбл је у јулу 2019. признао да је био приморан да промени став о истополним браковима и партнерствима након што је гласао против њих, због своје ћерке лезбејке Вики, која се удала за своју девојку Розалинд Стивенс у Шкотској 2017. године. Он је колегама у Дому лордова рекао: „Не могу то да променим и не могу сада да говорим да се противим томе јер сам пристао на то. Ту смо.“
Тримбл је преминуо 25. јула 2022. након кратке болести. Имао је 77 година.

## Почасти
У октобру 1998. Тримбл и Џон Хјум добили су Нобелову награду за мир за своје напоре да пронађу мирно решење сукоба у Северној Ирској. Нобелов институт је приметио:
Као лидер традиционално преовлађујуће странке у Северној Ирској, Дејвид Тримбл је показао велику политичку храброст када је, у критичној фази процеса, заговарао решења која су довела до мировног споразума [Белфаст (Велики петак)]. На церемонији у Паризу 8. децембра 1999, Тримбл је од француске владе именован за официра Легије части.
Тримбл је 2002. године добио Златну плочу Америчке академије за достигнућа.

- Северна Ирска

1. 
2. 
3. 
4. 
5. 
6. 
7. 
8. 
9. 
10. 
11. 
12. 
13. 
14. 
15. 
16. 
17. 
18. 
19. 
20. 
21. 
22. 
23. 
24. 
25. 
26. 
27. 
28. 
29. 
30. 
31. 
32. 
33. 
34. 
35. 
36. 
37. 
38. 
39. 
40. 
41. 
42. 
43. 
44. 
45. 
46. 
47. 
48. 
49. 

- Званични сајт